# 因德彭登西亞 (亞拉奎州)
10°19′46″N 68°44′44″W / 10.32944°N 68.74556°W
因德彭登西亞（西班牙語：Independencia），是委內瑞拉的城鎮，位於該國西部亞拉奎州，是因德彭登西亞市的首府，始建於1850年11月21日，面積98平方公里，海拔高度250米，2011年人口57,811，人口密度每平方公里590人。